# Gorka naranča
Gorka naranča (kisela naranča, seviljska naranča, lat. Citrus ×aurantium), biljna vrsta iz roda agruma (Citrus). Biljka je porijeklom iz jugoistočne Azije, a danas je raširena po cijelom svijetu. Na Mediteran su je donijeli Arapi u 10. stoljeću, a u Hrvatskoj je ima najviše na južnodalmatinskim otocima i oko Dubrovnika. 

## Opis
Stablo je visoko, guste krošnje i bodljikavih grana. Cvijet je nešto veći od cvijeta slatke naranče (C. sinensis), latice su bijele. Plod gorke naranče okusa je sličnog grejpfrutu, i koristi se za izradu sokova, sirupa, likera i marmelada u Britaniji. Okus je kiselkastogorkast, i sirovi plodovi se ne jedu. Upotrebljava se kora naranče koja se kandira u rastvoru šećera.

## Ljekovitost
Gorka naranča je ljekovita. U tradicionalnoj kineskoj medicini koristi se za liječenje bolova u prsima, a na Zapadu za poboljšanje probave i cirkulacije. neki od aktivnih sastojaka su sinefrin, hesperidin, hordenin, oktopamin i tiramin.

## Slike
- Plodovi
- Plodovi
- Krošnja s plodovima
- Mlađe stablo

## Vanjske poveznice
|  | Zajednički poslužitelj ima stranicu o temi Citrus × aurantium    |
|  | Zajednički poslužitelj ima još gradiva o temi Citrus × aurantium |
|  | Wikivrste imaju podatke o taksonu Citrus × aurantium             |